# Warren Christopher
Warren Minor Christopher (Scranton, 27 ottobre 1925 – Los Angeles, 18 marzo 2011) è stato un politico e diplomatico statunitense.

## Biografia
È nato a Scranton il 27 ottobre 1925. Warren è stato il 63º Segretario di Stato degli Stati Uniti sotto il Presidente Bill Clinton e Segretario di Stato aggiunto sotto la presidenza Carter. Tra i suoi più importanti risultati si segnalano gli accordi di Algeri del 1981 che posero fine alla crisi degli ostaggi in Iran e soprattutto gli accordi di Dayton con i quali si riuscì a fermare la guerra civile jugoslava.
È morto di cancro a Los Angeles il 18 marzo 2011 ed è stato sepolto nel Forest Lawn Memorial Park sulle Hollywood Hills.